# Обыкновенная кукушка
Обыкнове́нная куку́шка (лат. Cuculus canorus) — птица, наиболее распространённый и известный вид в семействе кукушковых.

## Систематика
Латинское название вида происходит от латинского Cuculus (кукушка) и canorus (мелодичный; от canere, что означает «петь»). Всё семейство кукушек получило своё название и название рода от звукоподражания для призывного крика самца обыкновенной кукушки.
Выделяют четыре подвида этого вида:
- С. с. canorus, номинативный подвид, впервые был описан Линнеем в 1758 году. Его ареал простирается от Британских островов через Скандинавию, север России и Сибири до Японии на востоке, и от Пиренеев через Турцию, Казахстан, Монголию до севера Китая и Кореи. Предполагается, что зимует в Африке и Южной Азии.
- С. c. bakeri, впервые описан в 1912 году Хартертом, гнездится в западной части Китая в предгорьях Гималаев на севере Индии, Непала, Мьянмы, на северо-западе Таиланда и Южного Китая. Зимой он встречается в Ассаме, Восточной Бенгалии и Юго-Восточной Азии.
- С. c. bangsi был впервые описан в 1919 году Оберхолсером, гнездовой ареал охватывает Пиренейский полуостров, Балеарские острова и Северную Африку, зимует в Африке.
- С. c. subtelephonus, впервые описанный в 1914 году Зарудным, гнездится в Центральной Азии от Туркестана до южной Монголии. Предполагается, что к зиме мигрирует в Южную Азию и Африку.

## Описание

### Внешний вид

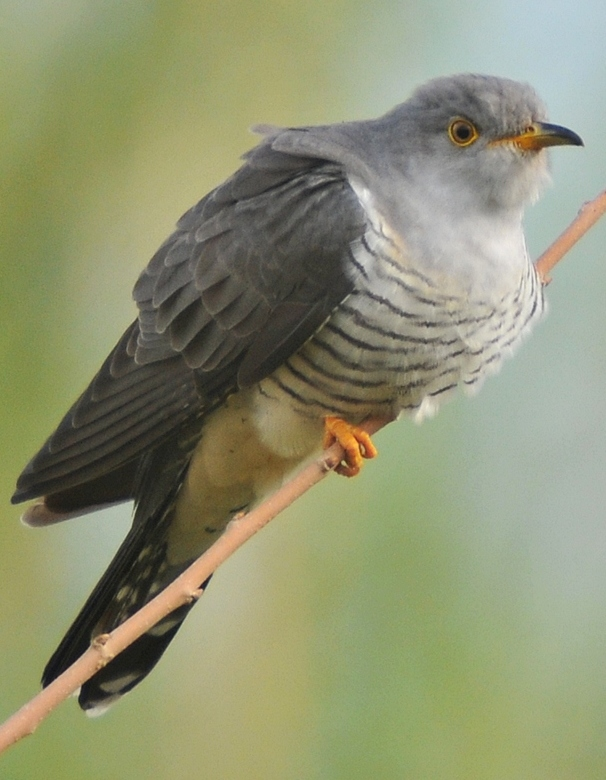

Внешнее сходство обыкновенной кукушки с мелким ястребом было отмечено ещё античными авторами. В частности, древнегреческий философ Аристотель в «Истории животных», сравнивая двух птиц, ссылался на поверье, согласно которому обе они являются различными обликами одного и того же существа, способного к перевоплощению. Современные учёные подчёркивают лишь поверхностное сходство кукушки с ястребиными птицами: например, у описываемого вида форма головы, детали оперения и характер полёта несколько напоминают таковые у перепелятника. У летящей птицы можно заметить тёмные поперечные пестрины на брюхе и нижней части крыла, как у ястреба, однако хвост у неё заметно длиннее и скошен по краям в форме клина, а не срезан по прямой линии. Сидящая на дереве кукушка держит туловище горизонтально, часто с опущенными крыльями и приподнятым хвостом. Крылья у птицы заострённые и, так же как и хвост, достаточно длинные. Ноги, напротив, очень короткие — по этой причине наблюдателю со стороны заметны лишь обхватывающие опору пальцы, но не цевка. Как и у других родственных видов, ноги обыкновенной кукушки имеют так называемое зигодактильное строение: два пальца направлены вперёд и два назад, как у дятлов. Такое положение позволяет лучше удерживаться на вертикальной плоскости, но затрудняет передвижение по поверхности земли.
Это среднего размера птица — длиной сравнимая с некрупным сизым голубем, однако более изящного сложения. Общая длина достигает 32—34 см, размах крыльев 55—65 см, вес до 80—190 г. У взрослого самца вся верхняя сторона тела, включая голову, окрашена в тёмно-серый цвет. Горло и зоб также серые, но более светлого пепельного оттенка. Брюхо белое, с тёмными поперечными полосками. Рулевые с белыми концами и пятнами вдоль стержней. Окраска оперения самок бывает двух типов, так называемых морф или фаз. Наиболее распространённая из этих морф повторяет детали оперения самца таким образом, что в полевых условиях различить особей разного пола очень трудно; специалист может разглядеть буроватый оттенок на спине и иногда редкие охристые перья на горле и зобе. Вторая разновидность окраски, напротив, делает самку абсолютно непохожей на самца. Представительницы этой фазы ржаво-рыжие сверху и белые снизу, с обеих сторон с тёмной поперечной полосатостью. На спине пестрины отсутствуют лишь в области поясницы, что является отличительным признаком рыжей морфы обыкновенной кукушки от аналогичной морфы глухой кукушки, распространённой в Сибири и на Дальнем Востоке.
Молодые птицы обоих полов одеты в более пёстрый наряд, состоящий из серых, бурых и рыжих тонов в различной пропорции. При любом сочетании на темени и затылке хорошо заметны редкие белые отметины, отсутствующие у взрослых птиц. Ювенальный наряд сохраняется лишь до первой линьки в ноябре-марте, после чего сеголетки навсегда приобретают облик взрослой птицы. Независимо от пола и возраста ноги кукушки жёлтые, клюв чёрный с желтоватым налётом снизу. Радужина у взрослых самцов и серых самок жёлтая, у рыжих самок ореховая, у птиц первого года жизни бурая. У всех особей вокруг глаза развито ярко-оранжевое кожистое кольцо.

### Голос
Большую часть года обыкновенная кукушка ведёт скрытный, молчаливый образ жизни. Лишь весной и в первой половине лета самки и особенно самцы становятся заметными и шумными, привлекая к себе внимание. Наиболее известна брачная песня самца — громкий размеренный крик «ку-ку…ку-ку…», многократно повторяемый с усилением на первом слоге. В ясную безветренную погоду её можно услышать на расстоянии до двух километров. У сильно возбуждённой птицы пауза между элементами заметно сокращена, из-за чего обычно равномерное кукование трансформируется в низкое квохтанье или приглушённый хохот «кукукукукуку…». Продолжительность песни каждый раз разная; по данным российского орнитолога А. С. Мальчевского, количество двусложных элементов в ней может доходить до 360. Активное кукование в средней полосе России продолжается со второй половины апреля или начала мая до конца июля или первых чисел августа, когда гнездится подавляющее большинство птиц-воспитателей; в начале и конце сезона оно выглядит более глухим и хриплым.
В брачный период самка также, как и самец, издаёт громкие призывные крики, однако её песню характеризуют как звонкую булькающую трель или вибрирующий низкий свист, передаваемый как быстрое «кли-кли-кли…» или «биль-биль-биль…». Песня самки, которая чаще звучит на лету, обычно длится 2,5-3 сек и состоит из 12—16 элементов. Вне поисков партнёра самка ведёт себя тихо и очень редко издаёт какие-либо звуки. Среди них отдельные специалисты выделяют тихий стрёкот, мяуканье или шипение. Самец в течение года также может издавать трель, подобную трели самки, однако делает это в очень редких случаях. Взятые на руки кукушки обоего пола звонко верещат.

### Питание
Взрослые особи в основном питаются насекомыми, в том числе мохнатыми гусеницами, которых избегают другие птицы.
Время от времени едят пауков, многоножек, дождевых червей, улиток, молодых лягушек и жаб. Самки также едят яйца и цыплят.

## Распространение
Область размножения обыкновенной кукушки охватывает все климатические зоны от лесотундр до пустынь и субтропических лесов палеарктического региона, на всём протяжении от Атлантики до Тихого океана. Почти повсюду это обычный, местами многочисленный вид. Будучи типичной перелётной птицей, кукушка проводит зиму в Африке и в тропических широтах Азии.

### Гнездовой ареал
Наибольшая площадь распространения у номинативного подвида C. c. canorus: он населяет большую часть Европы, Малую Азию, Сибирь, Корею и северный Китай, а также Командорские, Курильские и Японские острова. В Европе подвид отсутствует на Пиренейском полуострове (где его сменяет другой подвид), в Исландии и на Крайнем Севере. Северная окраина ареала проходит приблизительно по границе древесной растительности, по долинам крупных рек вклиниваясь в подзону кустарниковой тундры. В Скандинавии и на Кольском полуострове кукушка гнездится к северу до 69—70° с. ш., в долине Мезени до 66° с. ш., в долине Печоры к северу до посёлка Лёждуг (67° с. ш.). Данные по гнездовьям в приполярной Сибири немногочисленны и связаны в основном с населёнными пунктами на берегах крупных рек. В частности, кукушки были отмечены на Оби в районе Салехарда, в долине реки Таз южнее посёлка Тазовский, на Енисее в окрестностях Норильска, в долине Лены у селения Кюсюр, в долине Яны в районе села Казачье, на Индигирке южнее села Чокурдах, в дельте Колымы в районе посёлка Походск, восточнее на южных склонах Чукотского нагорья. В СНГ южная граница гнездовий проходит через северный Казахстан: дельту Урала, низовья Сырдарьи, Балхаш и озеро Алаколь.
Подвид C. c. bangsi гнездится на Пиренейском полуострове, Балеарских островах и в исторической области Магриб на северо-востоке Африки (сюда входят прилегающие к Средиземному морю районы Марокко, Алжира и Туниса). Подвид C. c. subtelephonus распространён в южном Казахстане, Средней Азии, Монголии, Иране, Афганистане, пакистанском Белуджистане и китайском Синьцзяне. Подвид C. c. bakeri населяет западный и южный Китай (включая юго-восточную оконечность Тибета), подножия Гималаев на северо-востоке Индии, индийский штат Ассам, Непал, Мьянму, Лаос, северный Таиланд и северный Вьетнам.

### Миграции и зимовки

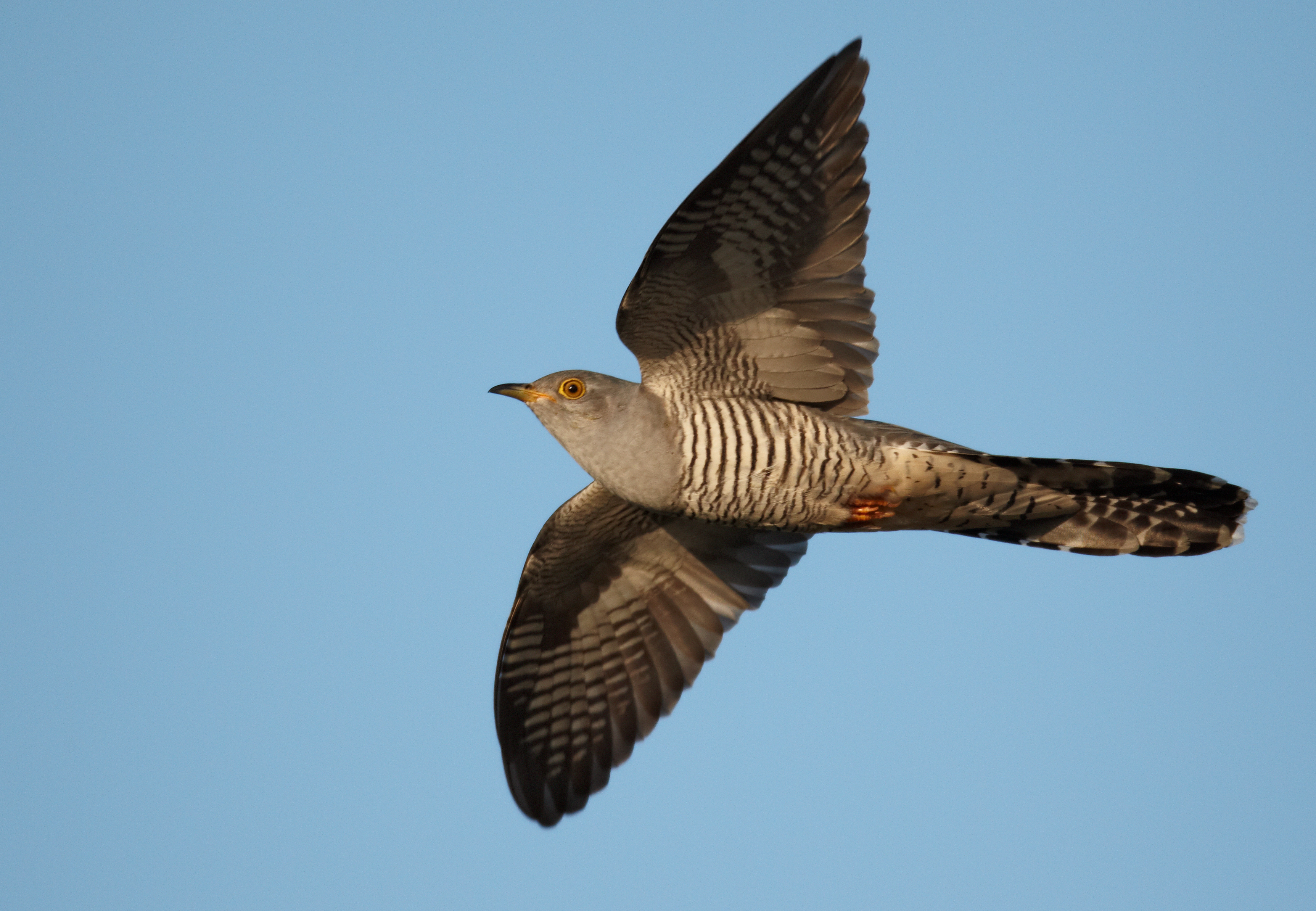
Обыкновенная кукушка в полёте

Обыкновенная кукушка почти повсеместно считается перелётной птицей, которая не задерживается в гнездовых районах более чем на три—четыре месяца в году. Вместе с тем сведения о районах её зимовок отрывочны и порой противоречивы, что связывают с крайне скрытным образом жизни. Анализ кольцевания показывает, что популяции, как минимум, западной половины ареала, включая отчасти Сибирь и Среднюю Азию, зимуют в Африке к югу от Сахары. В Евразии и над Средиземным морем кукушки летят широким фронтом, над африканским континентом основные пути миграции сужаются до западного и восточного побережий, а также долины Нила. Предполагают, что птицы способны преодолевать до 3600 км за один перелёт без остановки на отдых, а общая удалённость зимних стаций от гнездовий достигает 5—6 тыс. км и более. В восточной и южной Африке останавливаются кукушки из Великобритании и Северной Европы, в западной (горы Нимба, Кот-д’Ивуар, Гана и Камерун) — птицы, относящиеся к подвиду C. c. bangsi. Номинативный подвид встречается на западе континента только осенью — по всей видимости, на пролёте. По данным из ЮАР, кукушки останавливаются здесь с октября-ноября по апрель, после чего начинают свой путь на север. Небольшая часть птиц не остаётся на лето в районах зимовок.
Вплоть до конца XX века считалось, что из Средней и Восточной Сибири, Японии и других районов восточной Азии кукушки мигрируют в юго-восточном направлении и зимуют на юге Индии, юге Китая, во Вьетнаме, Малайзии, Индонезии и на Новой Гвинее. Российский академический справочник «Птицы России и сопредельных регионов» 1993 года поставил это факт под сомнение, утверждая, что в большинстве сводок речь шла о другом виде — близкородственной и очень похожей глухой кукушке. С другой стороны, американский орнитолог Роберт Пэйн (Robert Payne) в посвящённой семейству кукушковых книге 2003 года полагает, что птицы номинативного подвида в восточной части ареала всё же проводят зиму в Индии и Юго-Восточной Азии. Автор также указывает, что подвид C. c. bakeri на равнине ведёт оседлый образ жизни, в горной местности зимой спускается в долины. Подвид C. c. subtelephonus, гнездящийся в республиках Средней Азии, зимует в Восточной Африке — в Кении, Уганде, Демократической Республике Конго, Танзании и северном Мозамбике.

### Места обитания
Населяемые кукушкой биотопы очень разнообразны, однако строение её тела и поведение указывают на то, что изначально это всё же лесная птица, в процессе эволюции приспособившаяся к открытым пространствам. Птица встречается во всех типах леса, а также во всевозможных полуоткрытых и открытых ландшафтах с присутствием хотя бы отдельно стоящих деревьев или кустиков. Среднеазиатские популяции вообще не связаны с древесной растительностью, живут в тростниках, где паразитируют на различных видах камышовок. По наблюдению А. С. Мальчевского, птица при прочих равных условиях всё же отдаёт предпочтение разреженным лесам в сильно пересечённой местности и избегает сплошной темнохвойной тайги. Наибольшая плотность поселений в гнездовой период отмечена в порослевых и осветлённых лесах, кустарниковых зарослях, лесополосах и островных лесах в лесостепи, на сельскохозяйственных землях с отдельно стоящими деревьями. На Иберийском полуострове предпочитает светлые дубравы, в Непале поднимается до 4250 м над уровнем моря — выше уровня древесной растительности, в Индии до 5250 м над уровнем моря. С другой стороны, птица обычна и в местах, где поверхность Земли опускается ниже уровня моря, например в Турфанской впадине Восточного Тянь-Шаня.

## Размножение

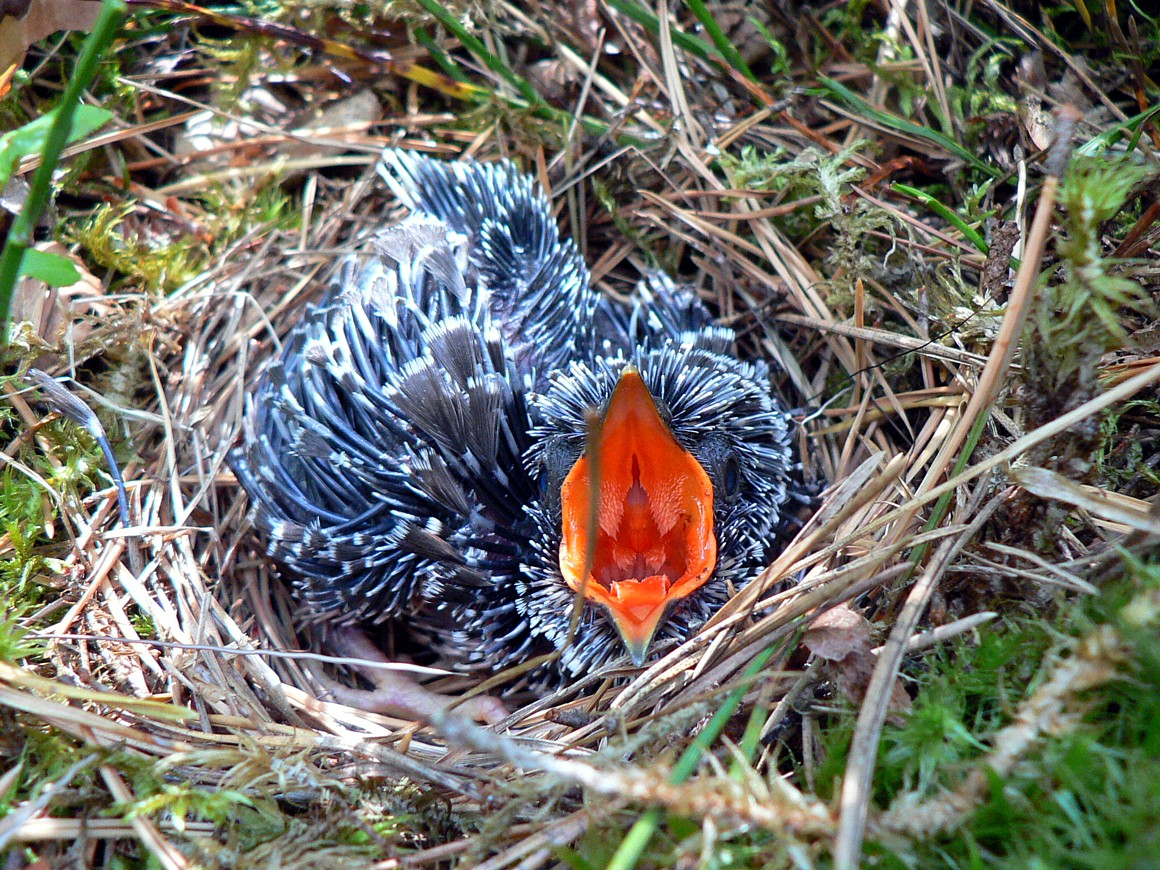
Птенец кукушки в гнезде лесного конька

### Гнездовая специализация
Обыкновенная кукушка — один из наиболее совершенных гнездовых паразитов, подкладывающий свои яйца в гнёзда других птиц. В качестве хозяев-воспитателей птенцов выступают около 300 видов воробьиных птиц. Наиболее полный список был составлен российским орнитологом А. Д. Нумеровым (см. ниже), при этом из него были исключены все виды не-воробьинообразных, а также более десяти старых названий, которые не удалось идентифицировать. Следует учесть, что склонность к паразитированию на том или ином виде варьирует не только на отдалённых друг от друга участках ареала, но зачастую и в пределах одной небольшой области. Бывает, что один из наиболее обычных приёмных родителей в одном регионе крайне редко принимает участие в выведении птенцов в другом; по этой причине исследования в разных странах и регионах дают подчас противоречивые результаты.
В результате многолетних наблюдений орнитологи выдвинули гипотезу, что самки обыкновенной кукушки делятся на так называемые экологические расы, также известные как линии. Каждая из таких рас несёт яйца определённой окраски и стремится подбросить их в гнёзда тех птиц, которые несут яйца аналогичного цвета. В 2000 году это предположение получило подтверждение генетиков: группа канадских, американских и японских учёных опубликовала статью в журнале Nature, согласно которой соответствующие наследственные признаки передаются через уникальную для каждой расы W-хромосому, передаваемую только по материнской линии. В процессе эволюции связь гнездового паразита с тем или иным воспитателем может меняться, вследствие чего отдельные расы наследуют признаки нескольких, несвязанных между собой родственных линий.

### Виды-воспитатели
Воспитателями птенцов кукушки могут быть птицы, гнездящиеся в самых разнообразных биотопах, с разными кормовыми привычками, размером от королька до крупного дрозда. Однако при всём многообразии у всех этих видов имеется ряд общих с паразитом характеристик, которые позволяют кукушонку благополучно прижиться в гнезде. В первую очередь, это птенцовый тип развития, подходящая форма и расположение гнезда, способ передачи корма птенцам через вкладывание пищи в клюв. Чаще всего хозяевами паразита становятся мелкие насекомоядные воробьиные виды: белая трясогузка, обыкновенная горихвостка, зарянка, дроздовидная камышовка. В Восточной Европе и Северной Азии также часто фигурируют лесной конёк, обыкновенный и сибирский жуланы, лесная завирушка, болотная и тростниковая камышовки, садовая и серая славки, серая мухоловка, черноголовый и луговой чеканы, варакушка, соловей-красношейка, зяблик, вьюрок и дубровник. Другие птицы, хоть и соответствуют фенотипу кукушки, всё же крайне редко выступают в роли воспитателя. Таковы обыкновенный соловей, лесной жаворонок, зелёная пересмешка, северная бормотушка, буробокая белоглазка и некоторые другие насекомоядные птицы.
На Британских островах и в Западной Европе среди воспитателей птенцов почти не представлена обычная для европейской части России обыкновенная горихвостка, однако распространены лесная завирушка, тростниковая камышовка, луговой конёк, зарянка и белая трясогузка. В северо-восточной Африке кукушки паразитируют на гнёздах средиземноморской и атласской славок, а также белобровой горихвостки. По сообщениям из Кореи, воспитателями часто становятся сибирская горихвостка и бурая сутора (Paradoxornis webbianus).
1. Abroscopus albogularis
2. Abroscopus superciliaris
3. Acanthis cannabina
4. Acanthis flammea
5. Acrocephalus agricola
6. Acrocephalus melanopogon
7. Acrocephalus arundinaceus
8. Acrocephalus bistrigiceps[англ.]
9. Acrocephalus dumetorum
10. Acrocephalus paludicola
11. Acrocephalus palustris
12. Acrocephalus schoenobaenus
13. Acrocephalus scirpaceus
14. Acrocephalus stentoreus[англ.]
15. Actinodura egertoni[англ.]*
16. Aegithalos caudatus
17. Alauda arvensis
18. Alcippe brunnea[англ.]
19. Alcippe castaneceps[англ.]
20. Alcippe cinerea[англ.]
21. Alcippe nipalensis[англ.]
22. Alcippe poioicephala[англ.]
23. Anthus campestris
24. Anthus cervinus
25. Anthus godlewskii
26. Anthus hodgsoni
27. Anthus novaeseelandiae
28. Anthus pratensis
29. Anthus roseatus[англ.]
30. Anthus rubescens
31. Anthus spinoletta
32. Anthus sylvanus[англ.]
33. Anthus trivialis
34. Arachnothera longirostra
35. Arachnothera magna[англ.]
36. Brachypteryx leucophrys[англ.]
37. Brachypteryx montana
38. Bradypterus luteoventris[англ.]
39. Calandrella cinerea
40. Calcarius lapponicus
41. Carduelis caniceps
42. Carduelis carduelis
43. Carduelis flavirostris
44. Carpodacus erythrinus
45. Carpodacus roseus
46. Certhia brachydactyla
47. Certhia familiaris
48. Cettia cetti
49. Cettia fortipes[англ.]
50. Cettia pallidipes
51. Cercotrichas galactotes
52. Chloris chloris
53. Chloris sinica
54. Chloropsis aurifrons
55. Chloropsis hardwickii[англ.]*
56. Cinclus pallasii
57. Cisticola juncidis
58. Cisticola exilis
59. Coccothraustes coccothraustes
60. Cochoa purpurea[англ.]*
61. Cochoa viridis[англ.]*
62. Copsychus malabaricus
63. Copsychus saularis
64. Coracina melaschistos[англ.]
65. Culicicapa ceylonensis
66. Cyanopica cyana
67. Cyanoptila cyanomelana
68. Delichon urbica
69. Dicrurus aeneus[англ.]*
70. Dicrurus leucophaeus
71. Emberiza aureola
72. Emberiza bruniceps
73. Emberiza calandra
74. Emberiza chrysophrys
75. Emberiza cia
76. Emberiza cioides[англ.]
77. Emberiza cirlus
78. Emberiza citrinella
79. Emberiza elegans
80. Emberiza fucata[англ.]
81. Emberiza hortulana
82. Emberiza icterica[48]
83. Emberiza melanocephala
84. Emberiza pusilla
85. Emberiza rustica
86. Emberiza rutila[англ.]
87. Emberiza schoeniclus
88. Emberiza spodocephala[англ.]
89. Emberiza tristrami
90. Enicurus immaculatus[англ.]
91. Enicurus maculatus[англ.]
92. Enicurus schistaceus[англ.]
93. Erithacus rubecula
94. Eremophila alpestris
95. Eophona personata[англ.]
96. Ficedula hypoleuca
97. Ficedula narcissina
98. Ficedula parva
99. Ficedula superciliaris
100. Ficedula tricolor
101. Fringilla coelebs
102. Fringilla montifringilla
103. Galerida cristata
104. Garrulax austeni[англ.]
105. Garrulax lineatus
106. Garrulax virgatus[англ.]
107. Heterophasia annectans[англ.]
108. Heterophasia gracilis[англ.]
109. Hippolais caligata
110. Hippolais icterina
111. Hippolais pallida
112. Hippolais polyglotta
113. Hippolais rama
114. Hirundo rustica
115. Hypothymis azurea[англ.]*
116. Hypsipetes flavala[англ.]
117. Hypsipetes madagascariensis[англ.]
118. Hypsipetes mcclellandi[англ.]
119. Hodgsonius phoenicuroides
120. Lanius bucephalus
121. Lanius collurio
122. Lanius cristatus
123. Lanius excubitor
124. Lanius minor
125. Lanius schach[англ.]*
126. Lanius senator
127. Lanius tigrinus
128. Leiothrix argentauris[англ.]
129. Leiothrix lutea[англ.]*
130. Leptopoecile sophiae
131. Liocichla phoenicea[англ.]
132. Locustella fluviatilis
133. Locustella luscinioides
134. Locustella naevia
135. Locustella ochotensis
136. Lullula arborea
137. Luscinia brunnea[англ.]
138. Luscinia calliope
139. Luscinia cyane
140. Luscinia luscinia
141. Luscinia megarhynchos
142. Luscinia pectoralis[англ.]
143. Luscinia svecica
144. Macronous gularis[англ.]
145. Megalurus palustris
146. Minla cyanouroptera[англ.]
147. Monticola cinclorhynchus
148. Monticola erythrogastra[49]
149. Monticola gularis
150. Monticola rufiventris
151. Monticola saxatilis
152. Monticola solitarius
153. Motacilla alba
154. Motacilla cinerea
155. Motacilla citreola
156. Motacilla feldegg
157. Motacilla flava
158. Motacilla grandis
159. Motacilla lugens
160. Motacilla lutea
161. Motacilla personata
162. Motacilla sordidus[50]
163. Muscicapa hodgsonii[англ.]
164. Muscicapa muttui[англ.]
165. Muscicapa striata
166. Muscicapa thalassina[англ.]
167. Mycerobas carnipes
168. Myophonus caeruleus
169. Napothera brevicaudata[англ.]
170. Napothera epilepidota[англ.]
171. Niltava grandis[англ.]
172. Niltava macgrigoriae[англ.]
173. Niltava rubeculoides[англ.]
174. Niltava sundara[англ.]*
175. Oenanthe hispanica
176. Oenanthe isabellina
177. Oenanthe oenanthe
178. Oenanthe pleschanka
179. Oriolus oriolus
180. Orthotomus atrogularis[англ.]*
181. Orthotomus sutorius
182. Panurus biarmicus
183. Paradoxornis flavirostris[англ.]
184. Paradoxornis webbianus
185. Parus caeruleus
186. Parus major
187. Parus spilonotus[англ.]
188. Passer domesticus
189. Passer hispaniolensis
190. Passer montanus
191. Passer rutilans
192. Pellorneum albiventre[англ.]
193. Pellorneum tickelli[англ.]
194. Pellorneum ruficeps[англ.]*
195. Pericrocotus solaris[англ.]
196. Phoenicurus auroreus
197. Phoenicurus erythronotus[англ.]*
198. Phoenicurus frontalis[англ.]
199. Phoenicurus fuliginosus
200. Phoenicurus moussieri[англ.]
201. Phoenicurus ochruros
202. Phoenicurus phoenicurus
203. Phragmaticola aedon
204. Phylloscopus bonelli
205. Phylloscopus borealis
206. Phylloscopus cantator[англ.]
207. Phylloscopus collybita
208. Phylloscopus griseolus[англ.]*
209. Phylloscopus inornatus
210. Phylloscopus proregulus
211. Phylloscopus reguloides[англ.]
212. Phylloscopus sibilatrix
213. Phylloscopus schwarzi
214. Phylloscopus trochilus
215. Pica pica
216. Pnoepyga albiventer[англ.]
217. Pnoepyga pusilla[англ.]
218. Pomatorhinus erythrogenys[англ.]
219. Pomatorhinus ferruginosus[англ.]
220. Pomatorhinus ruficollis[англ.]
221. Pomatorhinus schisticeps[англ.]
222. Prinia atrogularis[англ.]
223. Prinia criniger[англ.]
224. Prinia flaviventris[англ.]
225. Prinia gracilis
226. Prinia rufescens[англ.]
227. Prinia subflava[англ.]
228. Prunella atrogularis
229. Prunella collaris
230. Prunella fulvescens
231. Prunella modularis
232. Prunella rubeculoides
233. Prunella strophiata[англ.]
234. Pteruthius aenobarbus[англ.]
235. Pycnonotus cafer
236. Pycnonotus flavescens[англ.]
237. Pycnonotus leucogenys[англ.]*
238. Pycnonotus melanicterus[англ.]
239. Pyrrhula pyrrhula
240. Regulus regulus
241. Rhipidura albicollis
242. Rhipidura aureola[англ.]*
243. Rhodospiza obsoleta
244. Rimator malacoptilus
245. Saxicola caprata[англ.]*
246. Saxicola ferrea[англ.]
247. Saxicola leucura[англ.]
248. Saxicola rubetra
249. Saxicola torquata [51]
250. Scotocerca inquieta
251. Seicercus burkii[англ.]
252. Seicercus castaniceps[англ.][52]
253. Seicercus xanthoschistos[англ.]
254. Serinus canaria
255. Serinus pusillus
256. Sitta castanea[англ.]
257. Sitta frontalis
258. Spelaeornis longicaudatus[англ.]
259. Spinus spinus
260. Spizixos canifrons[англ.]
261. Stachyris nigriceps[англ.]
262. Stachyris rufifrons[англ.]
263. Sturnus vulgaris
264. Sylvia atricapilla
265. Sylvia borin
266. Sylvia cantillans
267. Sylvia communis
268. Sylvia conspicillata
269. Sylvia curruca
270. Sylvia deserticola
271. Sylvia hortensis
272. Sylvia melanocephala
273. Sylvia nisoria
274. Sylvia undata
275. Terpsiphone paradisi
276. Tesia cyaniventer[англ.]
277. Timalia pileata
278. Troglodytes troglodytes
279. Turdus cardis[англ.]*
280. Turdus dissimilis[англ.]
281. Turdus iliacus
282. Turdus merula
283. Turdus obscurus
284. Turdus philomelos
285. Turdus pilaris
286. Turdus torquatus
287. Turdus unicolor
288. Turdus viscivorus
289. Uragus sibiricus
290. Yuhina flavicollis
291. Yuhina occipitalis
292. Zoothera citrina[англ.]
293. Zoothera marginata
294. Zoothera monticola
295. Zosterops palpebrosa

### Поиск гнезда и откладка яиц
Кукушка занимается поисками подходящих гнёзд весь промежуток времени, пока размножаются её основные воспитатели. Инстинкт заставляет птицу возвращаться в родные биотопы и искать именно тех видов-хозяев, в гнёздах которых она появилась на свет сама. Паразит запоминает не только внешний вид, но и вокализацию птиц, в лесу хорошо ориентируется на их голоса. Наиболее благоприятный для кукушки вариант — обнаружить пару в момент постройки гнезда и по их поведению определить расположение постройки. Это также позволяет ей подложить яйцо одним из первых, что гарантирует более раннее развитие птенца. Самка способна часами неподвижно сидеть на присаде, наблюдая за гнездящимися птицами, и слабо реагирует даже в случае их нападения. Приметив подходящее место, птица улетает восвояси и появляется вновь на том же месте, когда сформированное яйцо готово к откладке. Функция начала образования яйца напрямую связана с нахождением подходящего гнезда. Если в последний момент гнездо оказывается разорено, кукушка вынуждена отложить яйцо на землю либо в гнездо другой, зачастую случайной птицы.
В гнезде своей жертвы кукушка обычно проводит не более 10—16 секунд, за это короткое время успевая не только снести собственное яйцо, но и забрать одно хозяйское (то есть совершить подмену). Последнее самка тут же проглатывает либо уносит с собой в клюве. Бывает, что кладка уже хорошо насижена и простой подброс не может привести к благополучному вылуплению и развитию кукушонка. В таком случае кукушка может уничтожить всю кладку, чтобы спровоцировать воспитателей на повторное размножение с последующей подменой. В качестве примера приводятся несколько наблюдений над болотной камышовкой, насиженные гнёзда которых в 30 % случаев разорялись кукушкой. Более половины камышовок бросали старое гнездо и приступали к строительству нового, в котором вскоре оказывалось яйцо паразита.
Как правило, в течение периода размножения кукушка сносит не более 10 яиц, каждый раз в гнездо нового хозяина. Случается, что в одном гнезде оказываются два или даже более яиц паразита, принадлежащие разным самкам. Эксперимент с контролируемым разорением гнезда лугового конька показал, что функционально самка кукушки способна снести до 25 яиц за один сезон, однако в естественных условиях такой результат вряд ли достижим. Численность любого вида подвержена колебаниям, и в периоды депрессии какой-либо воробьиной птицы бывает сложно найти хотя бы одну пару гнездящихся птиц. В такой ситуации отчаявшаяся кукушка может подбросить яйцо другому, первому попавшемуся виду.

### Размеры и окраска яиц

Не мимикрирующее яйцо кукушки (слева) в кладке крапивника

Размеры яиц (20—25) × (15—19) мм. Их масса непропорционально мала — в среднем, чуть более 3 % от массы взрослой особи (для сравнения, у большинства певчих птиц этот показатель варьирует в пределах от 8 до 10 %). Тем не менее вследствие размеров самой кукушки её яйца в кладках почти всех традиционных воспитателей выглядят крупнее и массивнее, чем все остальные. Они мельче яиц хозяев лишь в гнёздах некоторых дроздов, таких как певчего или белобровика. Выделяют большое число биологических или экологических рас обыкновенной кукушки, каждая из которых имеет связь с определённым видом воспитателем.
Если размеры и масса яиц более или менее стандартны, то их окраска и элементы рисунка отличаются чрезвычайным разнообразием. Встречаются яйца с белым, голубоватым, розовым, тёмно-коричневым или лиловым цветом скорлупы, монотонно-окрашенные или покрытые разнообразными поверхностными пятнами. Последние могут быть как очень мелкими в форме крапа, так и занимать значительную часть поверхности скорлупы в виде мраморного рисунка или завитушек. В Европе выделяют до 15 основных типов окраски, которые в соответствии с «расовыми» предпочтениями кукушки получили условные названия «горихвосточьи», «овсяночьи», «камышовочьи», «коньковые», «вьюрковые» и т. д. По данным норвежских орнитологов, изучавших эволюцию внешнего вида яиц кукушки и её хозяев, примерно в 77 % случаев окраска обоих взаимодействующих видов, включая характер и детали рисунка, оказываются идентичными. Мимикрия проявляется не только у кукушек, паразитирующих на наиболее распространённых воспитателях, но также и у тех рас, которые подбрасывают яйца таким малоизученным птицам, как толстоклювая камышовка и черногорлая овсянка. Помимо детального сходства, бывает сходство приблизительное, когда, в общем, аналогичный характер рисунка сочетается с различными деталями, позволяющими легко выделить нестандартное яйцо; достаточно часто наблюдается и полное отсутствие сходства. Полное несоответствие окраски яиц кукушки и хозяев характерно для рас, паразитирующих на лесной завирушке, зарянке и крапивнике, что однако не мешает их родителям принять чужое яйцо за своё и успешно выкормить кукушонка. В ранних исследованиях отклонения в обычных размерах и окраске яиц певчих птиц считались доказательством их принадлежности к паразиту, такие яйца часто попадали в музейные коллекции. Позднее было доказано, что яйца любой птицы подвержены периодической изменчивости, связанной с природными и иными внешними обстоятельствами.

Мимикрирующие яйца обыкновенной кукушки в кладках различных воробьиных Западной Европы (единый масштаб не соблюдён)
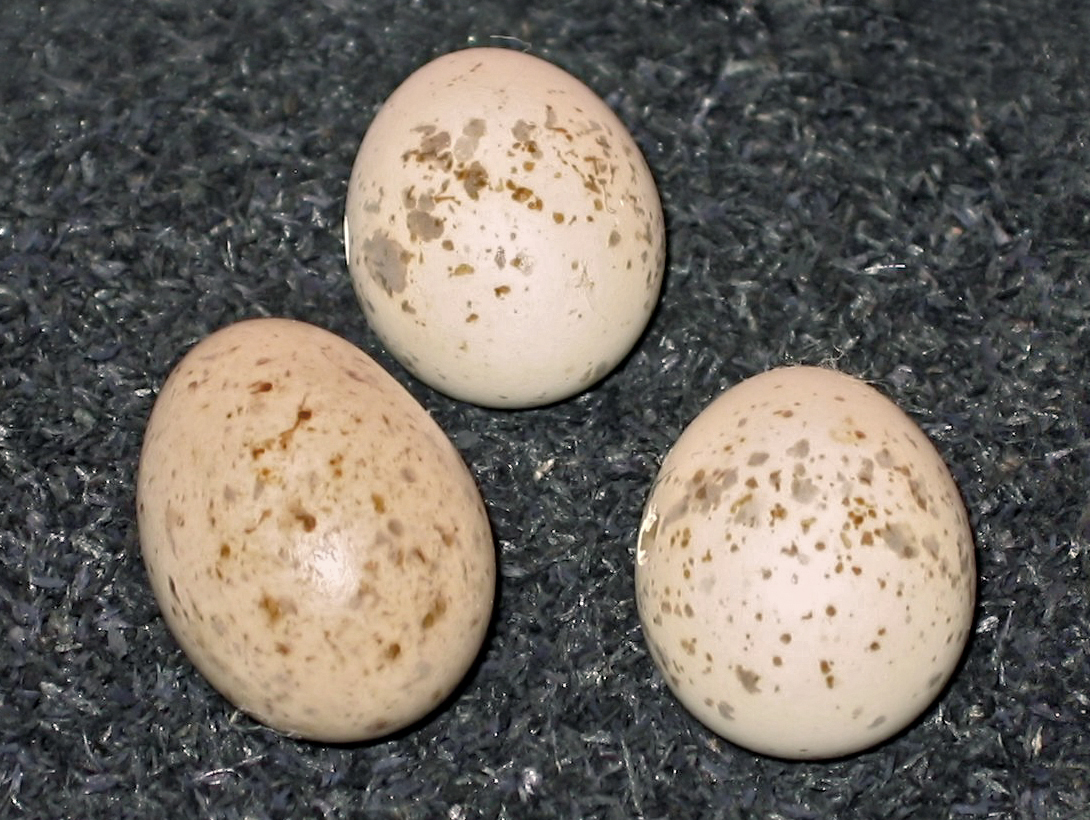
Кукушка (слева) и сорокопут-жулан
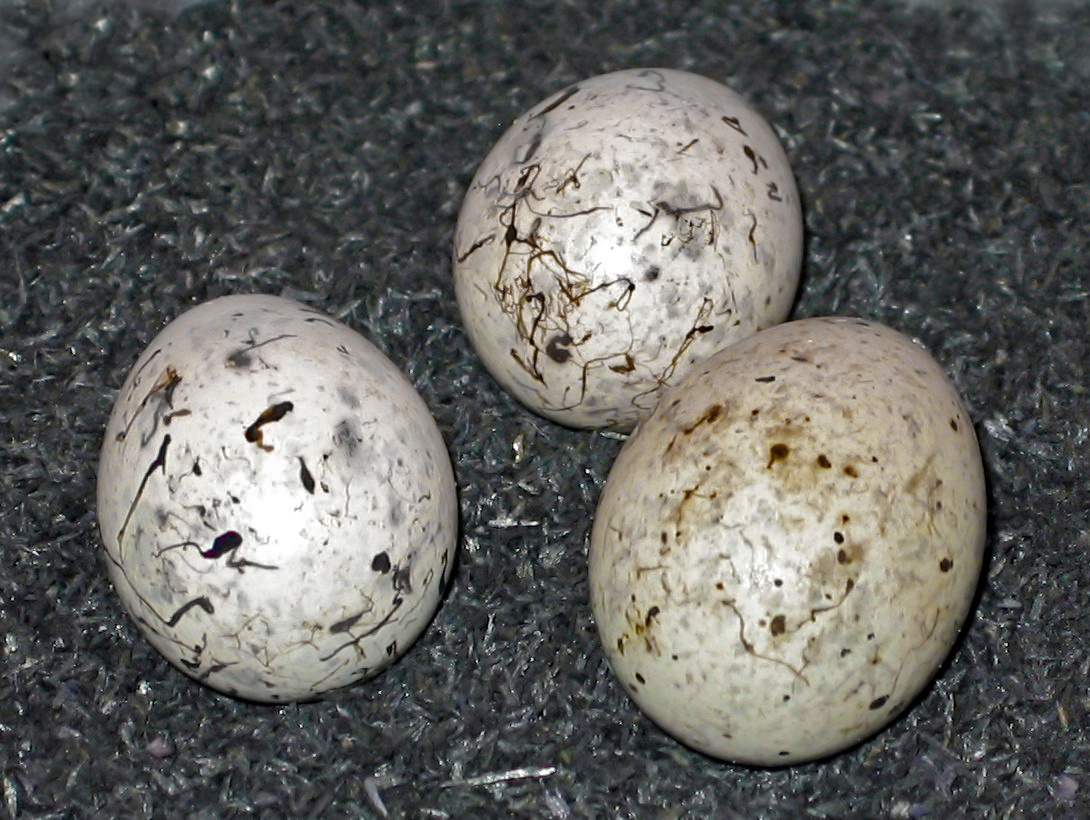
Кукушка (справа) и обыкновенная овсянка
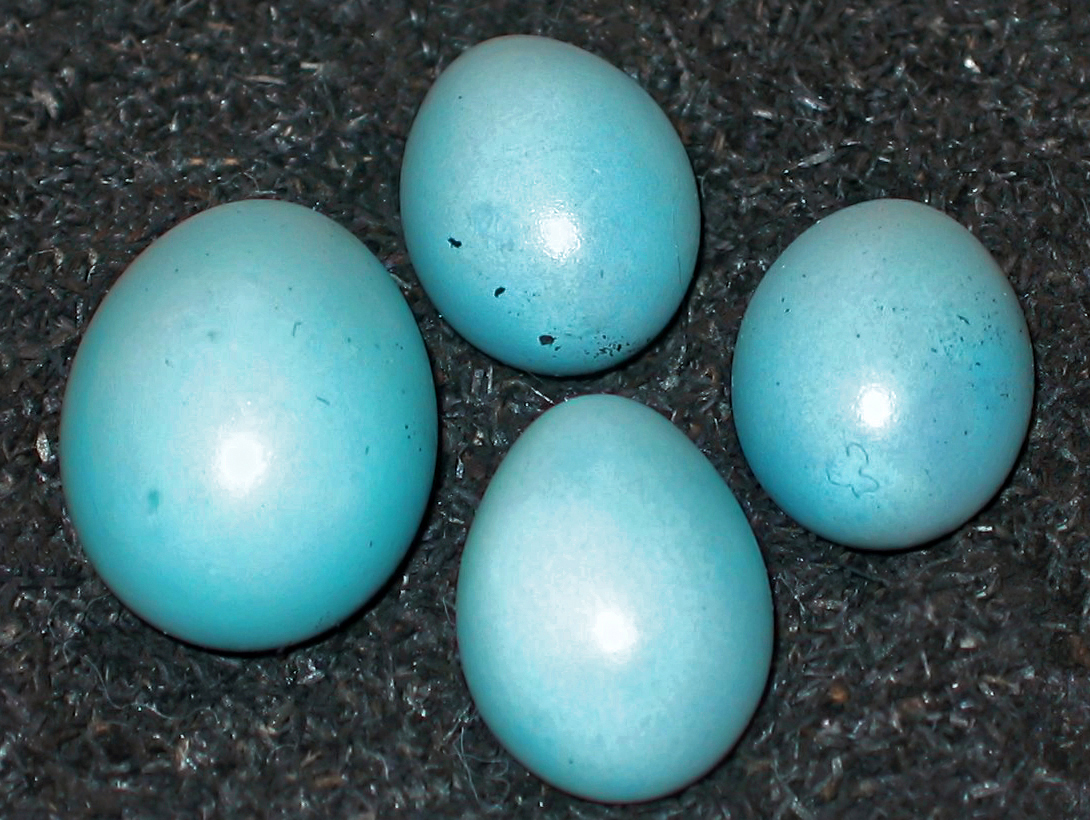
Кукушка (слева) и обыкновенная горихвостка
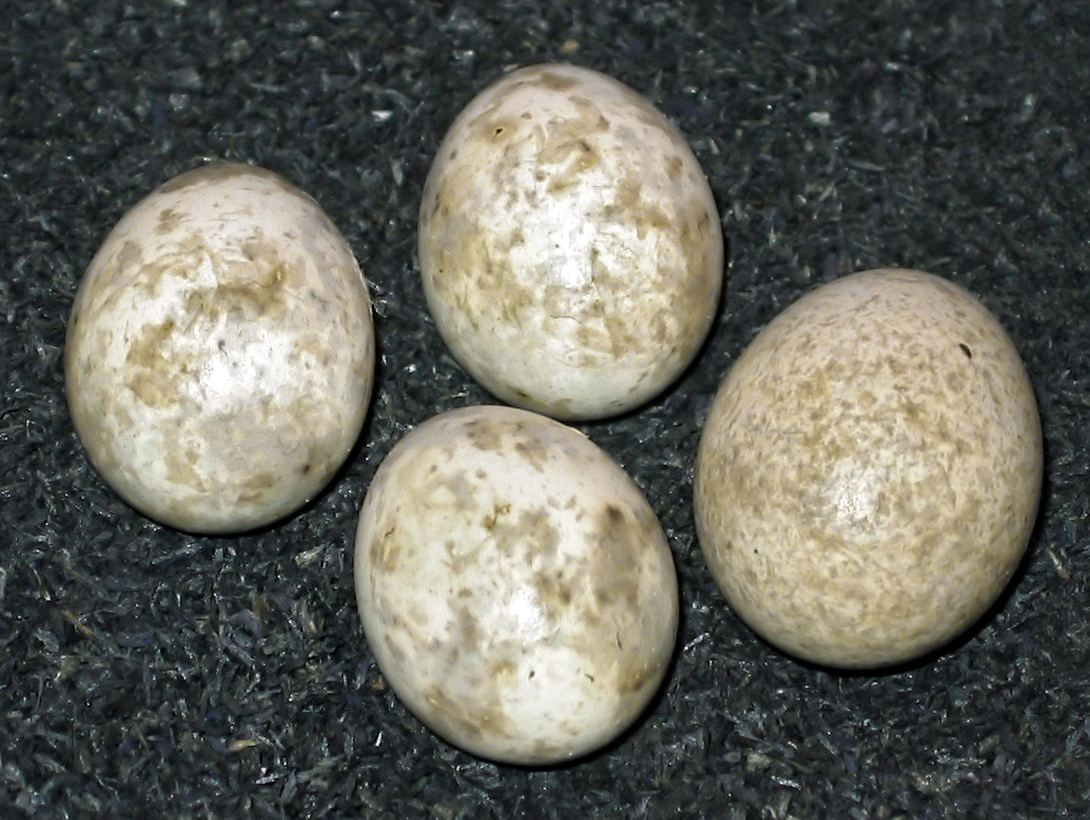
Кукушка (справа) и садовая славка

### Птенцы

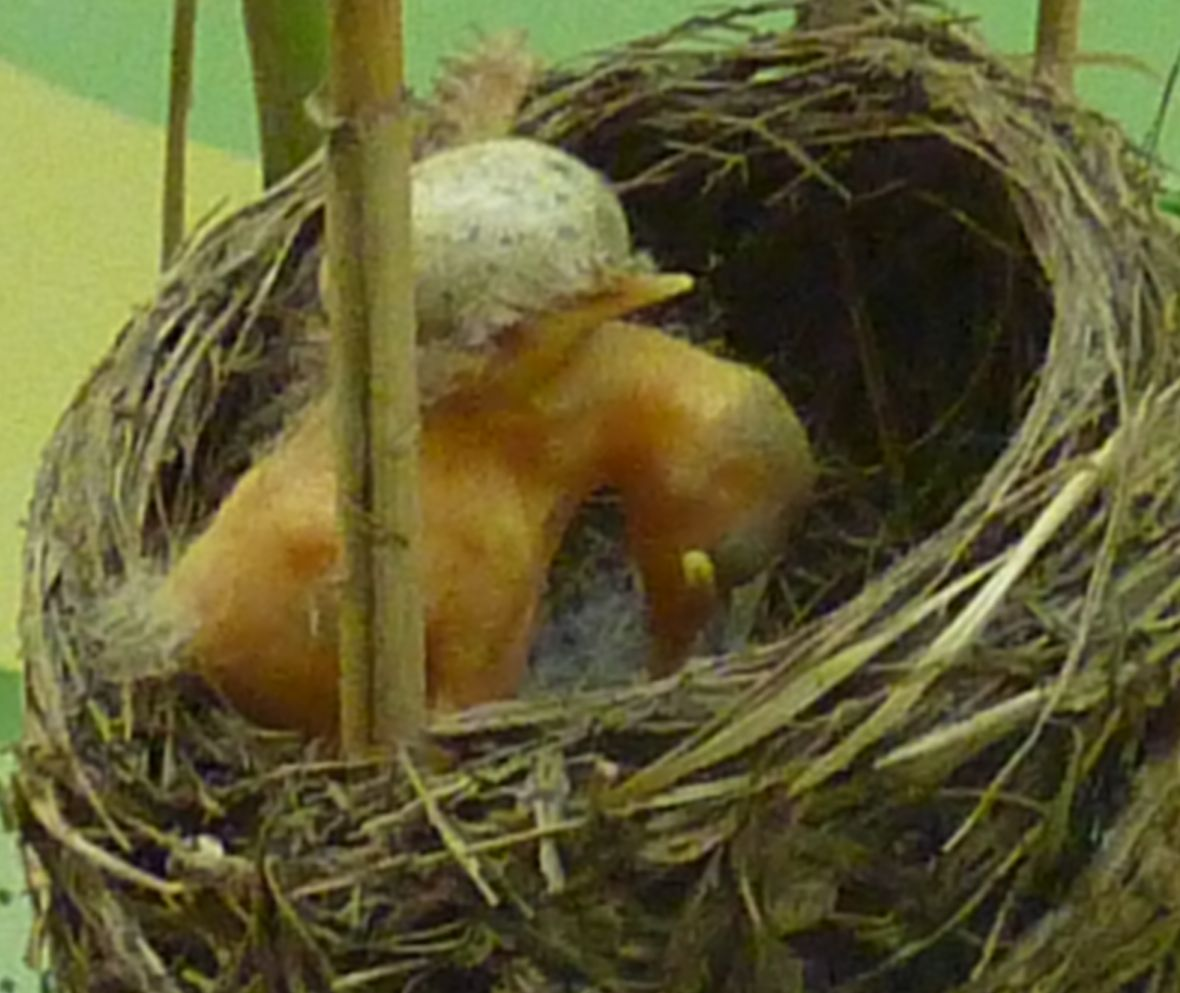
Кукушонок выталкивает яйцо камышовки через край гнезда.

Инкубационный период обыкновенной кукушки составляет 11,5—12,5 дней. Если яйцо было подброшено в начале насиживания, то птенец вылупляется на несколько дней раньше, чем птенцы его приёмных родителей, и это обстоятельство даёт ему заметное преимущество в борьбе за выживание. У только что появившегося на свет кукушонка голая, без следов эмбрионального пуха, кожа окрашена в розовато-оранжевый цвет, полость рта оранжевая; вес варьирует в пределах от 2,5 до 3,6 г. Так же, как и у только что вылупившихся птенцов воробьиных птиц, веки кукушонка плотно закрыты, однако слуховые проходы остаются открытыми.
Птенец кукушки методично выкидывает все яйца или птенцов приемных родителей из их гнезда. Довольно быстро он становится намного больше, чем его приёмные родители, поэтому, как предполагается, он стремится монополизировать всю пищу, приносимую хозяевами гнезда. Кукушонок выталкивает другие яйца через край гнезда. Если птенцы хозяев вылупляются раньше кукушонка, он, появившись на свет, будет аналогичным образом выталкивать всех птенцов из гнезда. На 14 день птенец обыкновенной кукушки примерно в три раза больше по размерам, чем взрослая тростниковая камышовка.

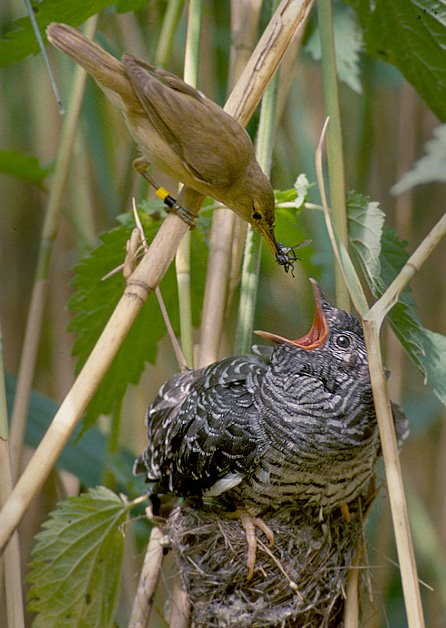
Тростниковая камышовка кормит птенца обыкновенной кукушки

Необходимость для кукушонка стереотипа выкидывания яиц (или птенцов) хозяина неясна. Одна из гипотез состоит в том, что конкуренция с птенцами приёмных родителей за пищу ведёт к снижению веса кукушонка, что и является давлением отбора, приводящим к становлению поведения выкидывания яиц хозяев гнезда. Анализ количества пищи, приносимой кукушонку приёмными родителями в присутствии или в отсутствие птенцов хозяев гнезда, показал, что кукушата получают недостаточно пищи, когда конкурируют с птенцами хозяев, демонстрируя неспособность эффективно конкурировать за пищу с выводком хозяев. Давление отбора, приводящего к развитию стереотипа выкидывания яиц хозяев, может быть следствием того, что у кукушонка отсутствуют точные визуальные сигналы, стимулирующие кормление, в результате чего хозяева гнезда либо распределяют пищу равномерно среди всех птенцов, либо становятся способными распознать гнездового паразита. Другая гипотеза заключается в том, что снижение веса кукушонка не служит давлением отбора на развитие стереотипа выкидывания яиц хозяина. Анализ ресурсов, получаемых кукушонком в присутствии и в отсутствие птенцов хозяев гнезда также показал, что вес кукушат, выросших вместе с птенцами приёмных родителей, был после вылета из гнезда намного меньше, чем у кукушат, выросших в одиночестве, но в течение 12 дней после этого кукушки, выросшие вместе с птенцами хозяев, росли быстрее, чем кукушки, росшие одни, тем самым маскируя изначальные различия в развитии и демонстрируя гибкость стратегий развития, которая делает необязательным отбор на стереотип выкидывания яиц хозяев.
Некоторые виды, в гнездах которых паразитирует обыкновенная кукушка, способны выявлять и избавляться (дискриминировать) от яиц кукушки, но никогда от птенцов. Эксперименты показали, что птенец кукушки побуждает своих приёмных родителей кормить его, издавая быстрый «птенцовый позыв» (крик выпрашивания корма), который звучит «удивительно сходно с целым выводком птенцов вида-хозяина». Исследователи предположили, что «кукушке необходимо использовать этот вокальный приём, чтобы стимулировать надлежащую заботу хозяев гнезда, компенсируя то, что птенец может предъявить лишь один визуальный стимул, свой открытый просящий зев». Однако птенец кукушки нуждается в количестве пищи, предназначавшейся для целого выводка птенцов вида‑хозяина, и он борется за то, чтобы побудить приемных родителей кормить его с такой интенсивностью только при помощи вокальной стимуляции. Приемные родители кормят птенца кукушки дольше, чем собственных птенцов, как до вылета последнего из гнезда, так и после вылета.
Птенцы обыкновенной кукушки оперяются на 17-21 день после вылупления, что значительно дольше по сравнению с 12-13 днями, которые требуются для того же, например, для камышовок. Если самка кукушки не готова отложить яйцо в полную кладку камышовки, она может её полностью съесть с тем, чтобы хозяева были вынуждены начать откладывать другую кладку.
Впервые поведение обыкновенной кукушки было описано Аристотелем, а сочетание поведения и анатомических адаптаций — Эдвардом Дженнером, который в 1788 году за эту работу был избран членом Лондонского королевского общества. Поведение кукушек было впервые задокументировано на киноплёнке в 1922 году в фильме «Кукушкина тайна» (The Cuckoo’s Secret) Эдгара Ченса и Оливера Пайка.
Исследование, проведённое в Японии, показало, что молодые обыкновенные кукушки, вероятно, заражаются видоспецифичными пухоедами при телесных контактах с другими кукушками между временем оставления гнезда и возвращения в область размножения в весенний период. В общей сложности был изучен 21 птенец незадолго перед тем, как они покинули гнёзда своих хозяев, и никто не имел пухоедов. Однако молодые птицы, возвращающиеся в Японию после первой зимовки, были заражены пухоедами столь же сильно, как и старые особи.

## Обыкновенные кукушки и человек

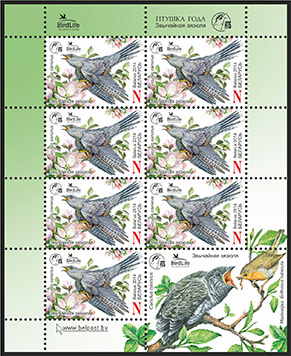
Блок из 7 марок с изображением кукушонка, выкармливаемого зарянкой. Беларусь, 2014

### Обыкновенные кукушки на марках

Обыкновенная кукушка на почтовых марках
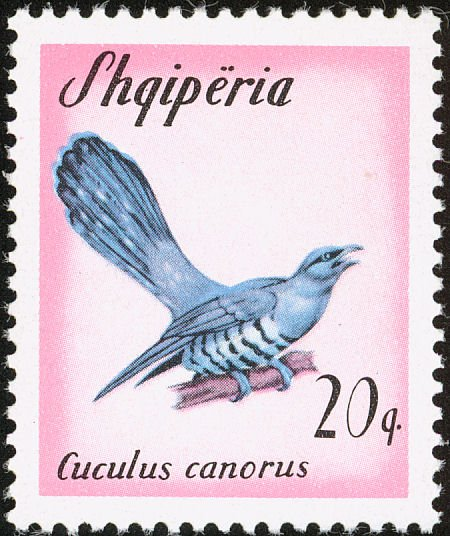
Албания, 1965
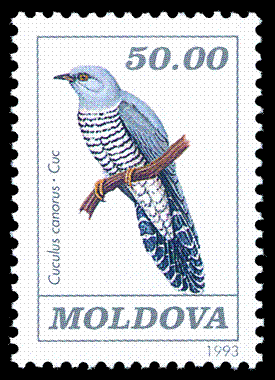
Молдова, 1993
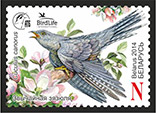
Беларусь, 2014